# Notaferrum natalensis
Notaferrum natalensis (лат.) — вид жуков, единственный в составе рода Notaferrum из семейства притворяшек. Мирмекофилы, встречается в муравейниках ткачей Oecophylla longinoda.

## Распространение
Южная Африка: ЮАР (KwaZulu-Natal)

## Описание
Длина тела от 3 до 4 мм. Тело вытянутое, цвет головы, переднеспинки и надкрылий от тёмно-коричневого до чёрного; ноги красновато-коричневые. Глаза выпуклые, яйцевидные, слегка выступающие, видны сверху; темя посередине плоское; усиковые ямки глубокие и отчетливые посередине и вентрально, усики длинные, нитевидные, из 11 антенномеров; пространство между основаниями усиками узкое, с продольной бороздкой; наличник треугольный, вогнутый; верхняя губа выглядит усеченной, верхнечелюстные и губные щупики веретеновидные. Строение преднеспинки: два тонких продольных гребня по обе стороны от средней линии; два боковых бугорка по обе стороны от переднеспинки, фланкирующие поперечную бороздку, в основании образующие большое заднее плоское U-образное углубление с расходящимися кпереди сторонами; передний край в глубоких неправильных точках. Надкрылья с продольными рядами точек; ряды между пунктурами с мелкими щетинками; на надкрыльях рассеянные чешуевидные щетинки. Встречается в муравейниках ткачей Oecophylla longinoda.

## Систематика
Вид был впервые описан в составе рода Ptinus, но в 2021 году выделен в отдельный монотипический род Notaferrum. Этот род можно узнать по паре продольных пластинчатых гребней, расположенных медиально на переднеспинке, а также по поперечному уплощенному U-образному углублению с боковыми сторонами, расходящимися кпереди у базальных 2/5 переднеспинки. Notaferrum имеет общее происхождение с родом
Silisoptinus Pic, 1917 и более отдаленно с Eutaphrimorphus Pic, 1898. Предполагается, что все три рода образуют единую монофилетическую ветвь, основанную на наличии очень отчетливой и похожей формы большого медиального гладкого и уплощенного U-образного небольшого углубления с широко закругленной задней границей, расположенной медиально у основания переднеспинки. Другое сходство у этих трёх родов — расширенная передняя часть простернума, которая частично покрывает брюшную часть головы, особенность, которая могла развиться, чтобы помочь защитить ротовой аппарат, скорее всего от муравьёв. Есть ещё таксоны из Северной и Южной Америки и Юго-Восточной Азии (например, Prosternoptinus Bellés, 1985 и Sundaptinus Bellés, 1991), которые также имеют эту функцию, но имеют другие признаки и они не имеют близкого родства. Еще одно сходство между Notaferrum и Silisoptinus — сильно уменьшенный четвертый брюшной вентрит (около 1/4 длина третьего).
.